# August Wilhelm von Wangenheim
August Wilhelm von Wangenheim (getauft 10. Januar 1697; † 25. November 1764) war ein deutscher Hofbeamter und Kurfürstlich Braunschweig-Lüneburgischer Hofmarschall.

## Leben
August Wilhelm von Wangenheim, ein Spross des Adelsgeschlechtes von Wangenheim und ältester Sohn des Oberforst- und Jägermeisters Hartmann Ludwig von Wangenheim sowie der Anna Magdalena von Reden aus der an der Franzburg ansässigen Familie
Im Dienste der Welfen diente  August Wilhelm von Wangenheim etwa seit Beginn der Personalunion zwischen Großbritannien und Hannover im Jahr 1714 zunächst als Hofjunker, ab 1720 als Kammerjunker, ab 1729 als Oberschenk und ab 1735 als Schlosshauptmann.
Ab 1739 nahm von Wangenheim die Aufgaben eines calenbergischen Land-Schatzrates „aus dem göttingeschen Quartier“ wahr, wodurch er zugleich dem Schatzkollegium angehörte und Mitglied des landschaftlichen großen und engeren Ausschusses war.
1755 wurde von Wangenheim zum Hofmarschall im Rang eines Generalleutnants ernannt bei einem Salär von 2425 Talern.
Von Wangenheims Tochter Anne Eleonore Catharine oder Anne Eleonore Catharina, Nichte des Generals Georg August von Wangenheim (1706–1780), heiratete zunächst den kurhannoverschen General Johann Georg von Ilten und nach dessen Tod 1752 den Legationsrat Hans Ernst von Hardenberg aus der Linie Hinterhaus Hardenberg. Von Wangenheim war der Schwager des Geheimen Rates Friedrich Carl von Hardenberg. Nach seinem Tod im Jahr 1764 wurde von Wangenheim durch seinen Schwiegersohn Hans Ernst von Hardenberg als Gesprächspartner der Regierung ersetzt.